# 김상훈 (1977년)
김상훈(金相勳, 1977년 10월 27일 ~ )은 전 KBO 리그 KIA 타이거즈의 포수이자, 현 KBO 리그 KIA 타이거즈의 전력분석코치이다.

## 선수 시절

### 아마추어 시절
1996년에 서재응과 함께 고졸우선지명으로 해태 타이거즈에 지명된 뒤 고려대학교에 입학해 대학 시절 국가대표 주전 포수로 활약했다.

### 해태 타이거즈&KIA 타이거즈시절
2000년에 입단하였다. 2007년까지 주전 포수를 맡았다. 2008년 4월 10일 SK 와이번스전에서 홈으로 쇄도하다 상대 팀 포수와 부딪혀 왼 발목 인대와 종아리 손상 부상을 당해 전력에서 이탈했다.
2002년 아시안 게임에는 약물 복용으로 이탈한 진갑용을 대신해 출전해 금메달을 획득하며 병역 특례를 받았다. 2009년에는 팀의 정규 리그 우승 및 2009년 한국시리즈 우승에 기여하며 개인 첫 골든글러브까지 수상했다. 이후 FA를 선언했고, 계약금 8억원, 연봉 2억 2,500만원에 계약을 체결했다. FA를 선언한 선수 중 제일 처음 계약을 체결했다.2014년에 유동훈과 함께 은퇴했고, 2015년에 유동훈과 같이 은퇴식을 치렀다.

## 야구선수 은퇴 후
2014년에 은퇴 후 미국으로 건너가 유동훈과 함께 볼티모어 오리올스, 미네소타 트윈스에서 지도자 연수를 받고 돌아왔다. 2015년부터 코치였던 김지훈이 스카우트 팀장이 되며 그가 KIA 타이거즈의 2군 배터리코치로 임명됐다. 2018년부터 1군으로 승격돼 KIA 타이거즈의 배터리코치로 활동했다.

## 출신 학교
- 광주중앙초등학교
- 광주충장중학교
- 광주제일고등학교
- 고려대학교

## 통산 기록
| 년도 | 팀     | 경기수 | 타수 | 득점 | 안타 | 홈런 | 타점 | 도루 | 4사구 | 삼진 | 타율  | 비고                       |
| ---- | ------ | ------ | ---- | ---- | ---- | ---- | ---- | ---- | ----- | ---- | ----- | -------------------------- |
| 2000 | 해태   | 88     | 184  | 18   | 43   | 3    | 23   | 0    | 9     | 52   | 0.234 |                            |
| 2001 | KIA    | 127    | 396  | 45   | 103  | 6    | 41   | 0    | 30    | 73   | 0.260 |                            |
| 2002 | KIA    | 113    | 357  | 36   | 79   | 7    | 41   | 3    | 23    | 67   | 0.221 | 부산 아시안 게임 대표 선수 |
| 2003 | KIA    | 125    | 423  | 43   | 118  | 7    | 46   | 3    | 33    | 69   | 0.279 |                            |
| 2004 | KIA    | 128    | 389  | 39   | 102  | 8    | 45   | 2    | 34    | 66   | 0.262 |                            |
| 2005 | KIA    | 105    | 298  | 29   | 70   | 8    | 40   | 0    | 28    | 50   | 0.235 |                            |
| 2006 | KIA    | 122    | 367  | 33   | 86   | 2    | 35   | 1    | 32    | 54   | 0.234 |                            |
| 2007 | KIA    | 109    | 320  | 28   | 84   | 3    | 30   | 3    | 27    | 40   | 0.263 |                            |
| 2008 | KIA    | 35     | 86   | 8    | 23   | 2    | 9    | 1    | 6     | 13   | 0.267 |                            |
| 2009 | KIA    | 124    | 379  | 35   | 87   | 12   | 65   | 2    | 50    | 72   | 0.230 | 포수 골든글러브            |
| 2010 | KIA    | 107    | 300  | 25   | 73   | 4    | 39   | 1    | 38    | 43   | 0.243 |                            |
| 2011 | KIA    | 67     | 123  | 19   | 23   | 3    | 16   | 0    | 25    | 26   | 0.195 |                            |
| 2012 | KIA    | 80     | 163  | 11   | 28   | 2    | 20   | 0    | 20    | 39   | 0.172 |                            |
| 2013 | KIA    | 49     | 87   | 7    | 20   | 0    | 8    | 0    | 14    | 17   | 0.230 |                            |
| 2014 | KIA    | 9      | 10   | 0    | 1    | 0    | 0    | 0    | 3     | 3    | 0.100 |                            |
| 통산 | 14시즌 | 1388   | 3882 | 376  | 941  | 67   | 458  | 16   | 372   | 684  | 0.242 |                            |

## 참조
1. ↑  https://mydaily.co.kr/page/view/2023122014012576725
2. ↑  
이선호 (2008년 4월 15일). “김상훈의 부상이 KIA에 안긴 과제들”. OSEN. 2015년 10월 29일에 원본 문서에서 보존된 문서. 2008년 7월 22일에 확인함.
3. ↑  “FA 김상훈, KIA 재계약…계약금 8억원, 연봉 2억2500만원”. OSEN. 2009년 11월 11일.[깨진 링크(과거 내용 찾기)]